# O. J. Simpson
Orenthal James Simpson, detto O. J. (San Francisco, 9 luglio 1947 – Las Vegas, 10 aprile 2024), è stato un giocatore di football americano e attore statunitense.
Considerato uno dei più grandi giocatori nella storia del football, tanto da essere stato inserito nella Pro Football Hall of Fame, frequentò l'Università della California meridionale (USC), dove giocò per gli USC Trojans e vinse l'Heisman Trophy nel 1968; da professionista militò per undici stagioni nella National Football League (NFL) con i Buffalo Bills dal 1969 al 1977 e con i San Francisco 49ers dal 1978 al 1979. Nel 1973 divenne il primo giocatore a correre per più di duemila iarde in quattordici partite della stagione. Conclusa la carriera sportiva, si dedicò al cinema, raggiungendo un ulteriore livello di fama grazie al ruolo dell'agente Nordberg nella serie de Una pallottola spuntata.
Nel 1994 fu accusato di aver ucciso l'ex moglie Nicole Brown e l'amico Ronald Goldman, venendo poi assolto dopo un processo molto controverso. Nel 2008 fu condannato a trentatré anni di carcere (dei quali nove senza libertà vigilata) per rapina a mano armata e sequestro di persona; fu liberato il 1º ottobre 2017 in regime di libertà vigilata.

## Biografia
O. J. Simpson nacque il 9 luglio 1947 a San Francisco, terzogenito dei quattro figli di Eunice Durden (1921-2001), amministratrice ospedaliera e figlia di Dennis Dan Durden e Patsy Sewelldi, originari della Louisiana, e di Jimmy Lee Simpson (1920-1986), chef e custode in una banca. Il padre fu una famosa drag queen della zona di San Francisco, ma fece coming out solo poco tempo prima di morire per AIDS nel 1986. Fu una sua zia a dargli il nome Orenthal, essendo fan di un noto attore francese. Il fratello maggiore, Melvin Leon "Truman" Simpson, caporale dell'esercito americano, morì nel 2021, mentre le due sorelle, la primogenita Mattie Shirley Simpson-Baker e la più giovane Carmelita Simpson-Durio, morirono rispettivamente nel 2023 e nel 2009.
Affetto da rachitismo da bambino, fu costretto a portare i tutori per le gambe fino all'età di cinque anni. I suoi genitori divorziarono nel 1952 venendo quindi allevato dalla madre. Cresciuto a San Francisco, visse nel complesso residenziale di Potrero Hill. Durante l'adolescenza entrò a far parte di una gang di strada chiamata The Persian Warrior e fu brevemente incarcerato al San Francisco Youth Guidance Center. Durante gli anni delle superiori, oltre a quella di football, entrò a far parte anche della squadra di calcio, i Galileo Lions.
Fu sposato due volte: dal 1967 al 1979 con Marguerite L. Whitley, da cui ebbe i figli Arnelle (1968), Jason (1970) e Aaren (1977-1979), annegata a soli due anni nella piscina di famiglia, e dal 1985 al 1992 con Nicole Brown, da cui ebbe Sydney Brooke (1985) e Justin Ryan Simpson (1988).

### Morte
Morì a Las Vegas il 10 aprile 2024 a causa di un cancro alla prostata all'età di 76 anni.

## Carriera

### Carriera sportiva

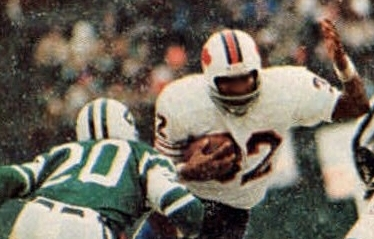
Simpson batté il record di yard corse in una stagione della NFL nel 1973. Le sue 143,1 yard corse a partita in quell'anno rimangono un record NFL

Simpson si mise in mostra grazie alle sue doti nel football nel ruolo di running back già dalle superiori e al college prese il via la sua carriera sportiva; nel suo anno migliore (l'ultimo all'università, cioè il 1968) venne nominato atleta dell'anno e vinse l'ambito Heisman Trophy.
 In diciotto gare segnò il considerevole record di 3.187 iarde e ventuno touchdown, venendo inserito nella College Football Hall of Fame nel 1983.
Uscito dal college nel 1969 si accasò ai Buffalo Bills, che lo scelsero come primo assoluto al Draft NFL 1969; L'ambizione di Simpson tuttavia fu quella di giocare nella squadra della sua città, i San Francisco 49ers, dove in effetti entrò alla fine della carriera. I primi anni con i Bills non fecero registrare risultati di rilievo, ma poi si riprese: fu il miglior running back del 1972 e nel 1973 superò il muro delle duemila yard corse nella stagione regolare (2003 per la precisione) aggiudicandosi il primato dell'unico giocatore ad averle corse in sole quattordici partite. Rimase coi Bills fino al 1978 per tornare poi nella sua città fino al 1979.

### Carriera cinematografica e televisiva
Anche prima del ritiro dal football Simpson recitò in alcune piccole parti nella serie televisiva Radici (1977) e nei film L'uomo del Klan (1974), L'inferno di cristallo (1974) Cassandra Crossing (1976), Capricorn One (1978), il film comico Back to the Beach (1987) e la trilogia di Una pallottola spuntata (1988, 1991, 1994). Nel 1979 avviò una propria azienda di produzione cinematografica, la Orenthal Productions, occupandosi prevalentemente di programmi televisivi come Goldie and the Boxer con Melissa Michaelsen (1979 e 1981) e Cocaine and blue eyes (1983), episodio pilota di un giallo a puntate proposto su NBC.
Il suo inaspettato arresto nel 1994 fece annullare il progetto di Frogmen, un'altra serie con Simpson, in quel momento al vaglio della NBC.
Nel 2006 Simpson partecipò a un programma di candid camera intitolato Juiced che vide l'ex atleta cimentarsi nel coinvolgimento di gente comune in scherzi segretamente ripresi, gridando poi alla fine di ogni scherzo "Sei stato Juiced!". In un episodio Simpson entrò in un negozio di auto usate a Las Vegas e tentò di vendere la sua Ford Bronco bianca (divenuta famosa durante l'inseguimento a Los Angeles prima del suo arresto).
Apparve anche tra il pubblico di Saturday Night Live durante la sua seconda stagione e fu ospite in un episodio durante la terza stagione.
Oltre alla sua carriera di attore, Simpson lavorò come commentatore per Monday Night Football e per NFL on NBC su NBC.

## Controversie

### Il “caso O.J. Simpson”

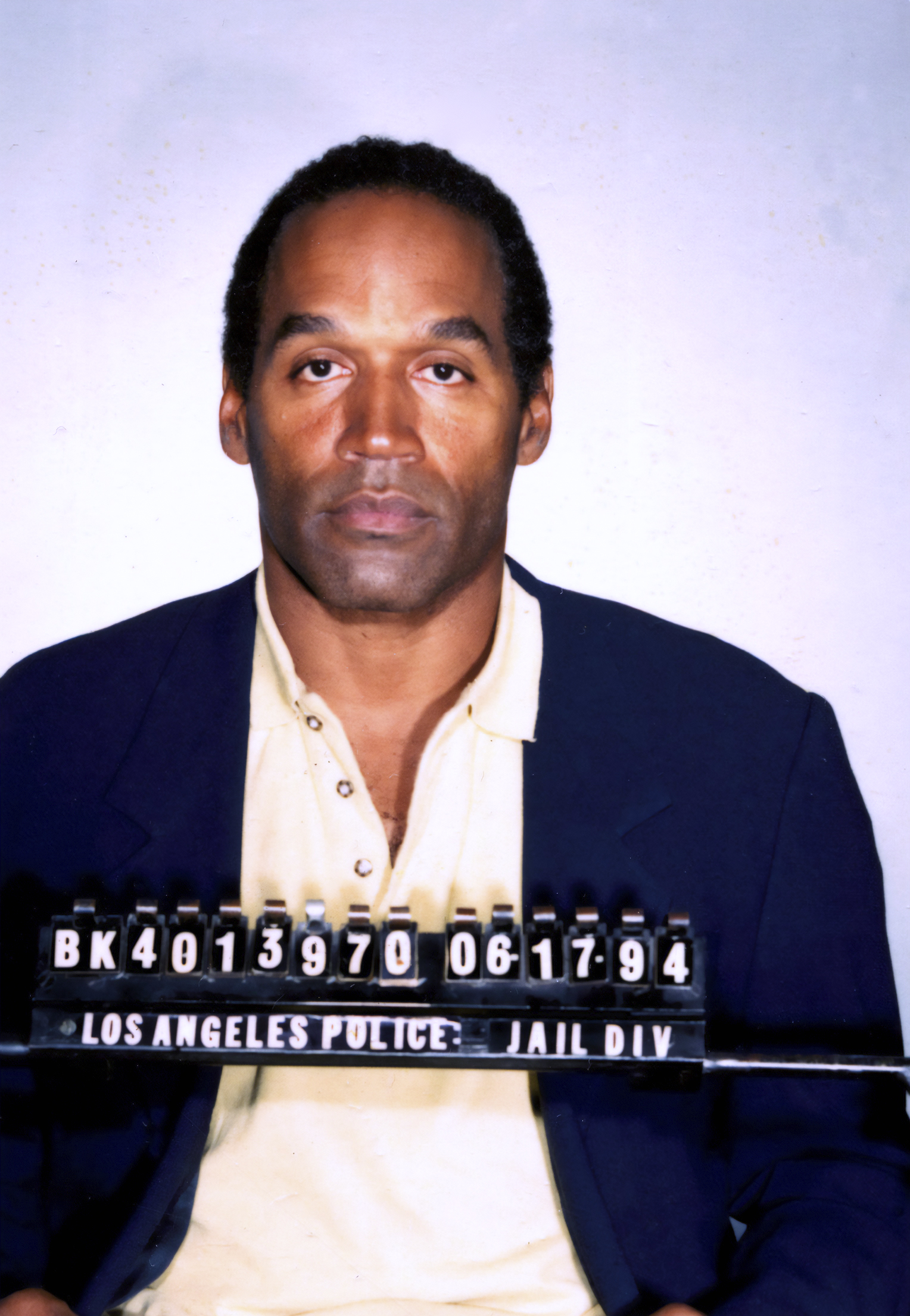
Foto segnaletica di O.J. Simpson

Il 13 giugno 1994 furono ritrovati i cadaveri della ex moglie trentacinquenne di Simpson, Nicole Brown, dalla quale aveva divorziato nel 1992, e dell'amico Ronald Lyle Goldman. Simpson fu accusato dell'omicidio ma fu assolto nel 1995 al termine di un controverso processo; fu poi giudicato colpevole nella causa civile intentata dalle famiglie delle vittime due anni dopo.

### Altre vicende giudiziarie
L'8 marzo 2004 il canale televisivo via cavo DirecTV accusò Simpson davanti a una Corte Federale di Miami di uso illegale di apparecchiature elettroniche per captare abusivamente il segnale televisivo. Simpson venne condannato al risarcimento di 25.000 $ alla compagnia, oltre a pagare 33.678 $ per spese processuali e parcelle agli avvocati.
Il 16 settembre 2007 fu arrestato per furto con scasso, accusato, insieme a quattro amici, di aver rubato da una stanza d'albergo a Las Vegas dei cimeli che, a suo dire, gli erano stati a sua volta sottratti tempo prima. Simpson sostenne di non essere entrato con un'arma da fuoco nella stanza d'albergo pur ammettendo di aver portato via diversi oggetti, a suo avviso a lui appartenenti di diritto, trattandosi di articoli dal "valore affettivo" risalenti agli inizi degli anni novanta, all'epoca in cui era una stella sportiva. Gli inquirenti inizialmente si limitarono a confermare che Simpson e altre quattro persone furono interrogate nel quadro delle indagini sul furto.
Nel gennaio 2008 Simpson tornò in carcere a Las Vegas per scadenza dei termini di libertà su cauzione. Il 4 ottobre 2008, dopo tredici ore di camera di consiglio, la giuria lo riconobbe colpevole di rapina e sequestro di persona per l'irruzione nella camera d'albergo. Al processo Simpson ammise di aver organizzato una finta vendita di cimeli per indurre i commercianti a portare con sé gli oggetti, dei quali poi si impossessò, ma negò che lui o alcuno dei suoi complici avessero delle armi. Fu però incastrato dalla confessione di uno dei suoi complici, che nel patteggiare con la polizia ammise di aver portato, insieme ad altri, una pistola e di averla mostrata ai commercianti. Il 5 dicembre 2008 Simpson venne condannato a trentatré anni di carcere per rapina e sequestro di persona di cui i primi nove senza possibilità di libertà vigilata.
Uscì di prigione il 1º ottobre 2017 per scontare gli anni successivi in libertà vigilata; tale decisione venne confermata il 20 luglio 2017 da una commissione al termine di un'udienza durata meno di mezz'ora.

## Palmarès

### Individuale
- MVP della NFL: 1

1973
- MVP del Pro Bowl: 1

1972
- Miglior giocatore offensivo dell'anno della NFL: 1

1973
- Convocazioni al Pro Bowl: 6

1969, 1972, 1973, 1974, 1975, 1976
- First-Team All-Pro: 5

1972, 1973, 1974, 1975, 1976
- UPI Giocatore dell'anno della AFL-AFC: 3

1972, 1973, 1975
- Bert Bell Award: 1

1973
- Atleta maschile dell'anno dell'Associated Press: 1

1973
- Hickok Belt Award: 1

1973
- Heisman Trophy: 1

1968
- Maxwell Award:1

1968
- Walter Camp Award: 1

1967
- Pop Warner Trophy: 1

1968
- UPI Giocatore dell'anno: 2

1967, 1968
- Leader della NFL per yard corse in una singola stagione: 4

1972, 1973, 1975, 1976
- Leader della NFL in touchdown su corsa: 2

1973, 1975
- Club delle 2.000 yard corse in una stagione
- Club delle 10.000 yard corse
- Formazione ideale del 75º anniversario della NFL
- Formazione ideale del 100º anniversario della NFL
- Formazione ideale della NFL degli anni 1970
- Classificato al #40 tra i migliori cento giocatori di tutti i tempi da NFL.com
- Pro Football Hall of Fame (Classe del 1985)
- Buffalo Bills Wall of Fame

### Statistiche
- Yard su corsa: 500.745
- Touchdown su corsa: 61

## Filmografia parziale
- L'uomo del Klan (The Klansman), regia di Terence Young (1974)
- L'inferno di cristallo (The Towering Inferno), regia di John Guillermin (1974)
- Killer Commando - Per un pugno di diamanti (Killer Force), regia di Val Guest (1976)
- Cassandra Crossing (The Cassandra Crossing), regia di George Pan Cosmatos (1976)
- Radici (Roots) - miniserie TV (1977)
- Capricorn One, regia di Peter Hyams (1978)
- Bocca da fuoco (Firepower), regia di Michael Winner (1979)
- Hambone and Hillie, regia di Roy Watts (1984)
- Una pallottola spuntata (The Naked Gun: From the Files of Police Squad!), regia di David Zucker (1988)
- Una pallottola spuntata 2½ - L'odore della paura (The Naked Gun 2½: The Smell of Fear), regia di David Zucker (1991)
- Nome in codice: Alexa (CIA Code Name: Alexa), regia di Joseph Merhi (1992)
- Delitto a teatro (No Place to Hide), regia di Richard Danus (1993)
- Una pallottola spuntata 33⅓ - L'insulto finale (Naked Gun 33⅓: The Final Insult), regia di Peter Segal (1994)

## Riconoscimenti
- Razzie Awards
  - 1994 – Peggior attore non protagonista per Una pallottola spuntata 33⅓ - L'insulto finale

## Doppiatori italiani
Nelle versioni in italiano delle opere in cui ha recitato, O. J. Simpson è stato doppiato da:
- Tonino Accolla in Una pallottola spuntata, Una pallottola spuntata 2½ - L'odore della paura, Una pallottola spuntata 33⅓ - L'insulto finale
- Glauco Onorato in L'inferno di cristallo
- Michele Gammino in Cassandra Crossing
- Luciano De Ambrosis in Capricorn One
- Romano Ghini in Bocca da fuoco
- Paolo Buglioni in Nome in codice: Alexa
- Stefano Mondini in L'inferno di cristallo (ridoppiaggio)